# C’mon Everybody
C'mon Everybody – ósmy singiel punkrockowego zespołu Sex Pistols. Wydany 22 czerwca 1979. 

## Lista utworów
1. C'mon Everybody
2. God Save the Queen (Symphony)
3. Watcha Gonna Do About It

## Skład
- Johnny Rotten – wokal („Watcha Gonna Do About It”)
- Sid Vicious – wokal („C'mon Everybody”)
- Steve Jones – gitara, gitara basowa
- Malcolm McLaren – wokal („God Save the Queen (Symphony)”)
- Glen Matlock – gitara basowa („Watcha Gonna Do About It”)
- Paul Cook – perkusja